# David Wechsler
David Wechsler (Lespezi, 12 de gener de 1896 – Nova York, 2 de maig de 1981) fou un psicòleg estatunidenc, d'origen romanès, molt reconegut pel seu gran desenvolupament en les proves de test d'intel·ligència, com l'Escala d'Intel·ligència de Wechsler per a nens (WISC, 1949) i l'Escala d'Intel·ligència d'Adults de Wechsler (WAIS, 1955).

## Biografia
David Wechsler va néixer a Lespezi (Romania), era el petit dels set fills de Moses S. Wechsler, un erudit hebreu, i Leah W. Pascal, una botiguera. La família es va traslladar als Estats Units l'any 1902 i Wechsler es va graduar a la Universitat de Nova York (1916).
Al 1917 obté el títol en psicopatologia experimental en col·laboració amb Robert S. Woodworth a la Universitat de Colúmbia. I en aquest mateix any publicà la seva tesi.
Durant la Primera Guerra Mundial va treballar al camp de Yaphank a Long Island sota el càrrec d'E.G.Boring, anotant les proves d'intel·ligència per a l'exèrcit com a voluntari civil. Continuà treballant amb les proves d'intel·ligència mentre servia en la divisió psicològica de l'exèrcit del cos sanitari a Fort Logan, Texas.
Les experiències que va recopilar el van portar a convences de les limitacions existents en les proves d'intel·ligència d'aquell temps, sobretot, un cas molt particular: adults sense educació o nascuts a l'estranger.
Al 1919, Wechsler es convertí en un estudiant d'exèrcit de la Universitat de Londres, on va poder coincidir amb dos grans psicòlegs importants, Karl Pearson i Charles Spearman, que compartien els mateixos interessos en les proves d'intel·ligència. Després va obtenir una beca de dos anys per anar a estudiar a París amb el fisiòleg Luis Lapique i el psicòleg experimental Henri Piéron.
L'estiu del 1922 treballà a l'Hospital Psicopàtic de Boston. Després, tornà a Nova York i treballà com a psicòleg a l'Oficina d'Orientació Infantil on, durant dos anys, va realitzar tests psicològics. Al mateix temps, va realitzar el seu treball anomenat: “The Measurement of Emotional Reactions: Researches on the Psychogalvanic Reflex”, publicat a la revista Archives of Psychology l'any 1925.
Els darrers set anys els va invertir en pràctiques a una clínica privada, a més de treballar com a secretari en funcions de la Psychological Corporation, on publicà més tard les seves proves d'intel·ligència.
Al 1930 publicà un article a The Scientific Monthly que va ampliar cinc anys més tard en el seu llibre The Range of Human Capacities. Wechsler defensava que els psicòlegs havien sobreestimat la gamma de variacions entre individus i que els éssers humans eren en similars, a més a més d'argumentar que les habilitats arribaven a un màxim a una certa edat i que després començaven a declinar. Arrel d'aquest treball va idear diferents tipus de proves i, l'any 1926, desenvolupà “Tests for Taxi Cab Drivers” al The Yellow Cab Company de Pittsburgh.
Al 1932, Wechsler començar la seva carrera com a cap de psicologia a l'Hospital Psiquiàtric Bellevue de Nova York i, a l'any següent s'uní a la Universitat de Medicina de Nova York. Durant el seu treball a Belleuve, Wechsler posa a prova a nens i adults amb una gran varietat de problemes i, una vegada més, comprova que els mètodes tradicionals no eren adequats. A raó d'aquest motiu, David Wechsler va dedicar gran part de la seva vida en la detecció de limitacions de les proves i en la creació de nous tests psicològics d'intel·ligència.
L'any 1934 va contraure matrimoni amb la seva primera esposa Florence Felske, que va morir per causa d'un accident automobilístic tres setmanes després del casament. Uns anys més tard, al 1939, es va casar amb Ruth A. Halpern i van tenir dos fills.
Al 1959, David Wechsler va ser president de la APA (American Psychological Association).
Wechsler morí l'any 1981 a Nova York.

## Definició d'intel·ligència
David Wechsler, l'any 1975, va discutir en un article sobre la definició d'intel·ligència. En aquest, argumentava que eren necessàries tres pressuposicions per definir el concepte d'intel·ligència:
- Qualitat de la ment/conducta
- Tipus de tret unitari
- Forma directa a com operen les funcions de la ment

A aquestes pressuposicions hi podem afegir la idea de la funció adaptativa de la intel·ligència, la seva relació amb el funcionalisme cerebral, la natural distribució entre els individus i la no observació d'aquesta.
Wechsler descriu la intel·ligència com: “la capacidad agregada o global del individuo de actuar con determinación, de pensar racionalmente y de tratar eficazmente con su entorno” (Wechsler, 1944).
També afegeix: “la inteligencia es un concepto tanto científico como popular. La inteligencia existe tanto para el lego como para el científico. Éste no es un fenómeno esotérico...” (Wechsler, 1975).

## Escales d'Intel·ligència

### WAIS – Wechsler Adult Intelligence Test
La primera versió va sorgir al 1939 i en aquell moment va ser anomenada Wechsler-Bellevue Intelligence Test durant el període en què va treballar al Departament de Psiquiatria de l'Hospital Bellevue de Nova York. Va ser dissenyat per tal d'avaluar els processos intel·lectuals en adults i adolescents.
Més tard va esdevenir l'anomenat WAIS (Wechsler Adult Intelligence Test), que era una extensió de l'antiga versió.
Avui en dia el WAIS és el tests psicològic més aplicat.
La última versió actualitzada és el WAIS-IV.
Pretén avaluar subjectes de 16 a 89 anys. Ofereix puntuacions compostes que reflecteixen el funcionament intel·lectual en quatre àrees cognitives (comprensió verbal, raonament perceptiu, memòria de treball i velocitat de processament) i una puntuació composta que representa l'aptitud intel·lectual general (CI total). Cada àrea cognitiva s'avalua a través de diferents proves:
En l'àrea de comprensió verbal trobem per exemple la prova d'informació (el subjecte ha de contestar oralment una sèrie de preguntes que formula l'experimentador sobre coneixements generals. Avalua la capacitat per adquirir, emmagatzemar i recuperar informació apresa i memòria a llarg termini). En raonament perceptiu tenim els cubs (reproduir un model proporcionat per l'examinador utilitzant cubs de color vermell i blanc. Avalua la capacitat de anàlisi i síntesi visual i la reproducció de dibuixos geomètrics abstractes). Pel que fa a les proves de memòria de treball troben els dígits (tres tasques que el subjecte realitza per separat; dígits d'ordre directe, invers i creixent. Avalua l'atenció i la resistència a la distracció, la memòria auditiva immediata). Finalment, en les proves de velocitat de processament hi ha la cerca de símbols (el subjecte observa dos grups de símbols, un grup clau i un de cerca. Després ha de dir si algun dels símbols del grup clau és igual als del grup de cerca. Avalua rapidesa i precisió perceptiva i velocitat per processar informació visual simple)
Es respon a paper i llapis de forma individual, i la durada varia segons de la capacitat intel·lectual de cada subjecte: aquells amb una capacitat intel·lectual normal i elevada utilitzen al voltant d'uns 50 minuts i aquells amb una de més baixa, uns 90 minuts.
És usat en àmbit clínic i de la salut, forense, escolar i de recursos humans.
Es va crear una versió curta (WAIS-IV Short Form) que, segons un estudi publicat al 2016, ofereix una bona estimació del QI (cuociente intel·lectual) que s'obtindria amb el WAIS-IV.

### WISC – Wechsler Intelligence Scale for Children
L'Escala d'Intel·ligència de Wechsler per Nens (WISC, Wechsler Intelligence Scale for Children), és una escala dirigida a nens de 6:0 (6 anys i 0 mesos) a 16:11 anys, creada el 1949 per cobrir la necessitat de fer comparables les puntuacions obtingudes entre subjectes de diferents edats.
Està formada per una subescala verbal i una subescala manipulativa, compostes per diferents subtest. I, com el WIAS, ens proporciona un QIT (Quocient Intel·lectual Total) .
Actualment, s'avaluen quatre índex, cadascun amb els seus diferents subíndex:
- Índex de Comprensió Verbal (CV); Semblances, Vocabulari, Comprensió, Informació i Endevinalles.
- Índex de Raonament Perceptiu (RP); Cubs, Conceptes, Matrius i Figures Incomplertes.
- Índex de Memòria de Treball (MT); Dígits, Lletres i Números i Aritmètica.
- Índex de Velocitat de Processament (VP); Claus, Cerca de Símbols i Animals.

Els resultats de l'escala s'avaluen segons el nombre de respostes correctes i el temps emprat per respondre-les. Sent millor puntuat el nen que respon més preguntes correctes en un menor temps.
Les diferents tasques del subtests són molt variades, això ajuda a evitar el sentiment de frustració dels nens provocat per l'aplicació d'una tasca rere una altra, i facilita que la motivació es mantingui elevada.
Per evitar la interacció dels efectes de la fatiga en els nens, les tasques més difícils i les més fàcils estan degudament ordenades en una progressió equivalentment ponderada, és a dir, se situen en diferents moments al llarg de l'escala i no al final.
Les primeres versions tenien una extensió restringida, ja que només responien a nens blancs, principalment de classe mitjana.
L'escala mostra una major validesa quan és aplicada a nens situats en la mitja d'edat -de 8 a 13 anys- i d'intel·ligència.
Actualment existeixen cinc versions d'aquesta; WISC (1949), WISC-R (1974), WISC-III (1991), WISC-IV (2003) i la més actual WISC-V (2014).
L'aplicació estimada de l'escala de 60 a 75 minuts.

### WPPSI-IV - Wechsler Preschool and Primary Scale of Intelligence
El test original va ser publicat al 1967 i adaptat a l'espanyol al 1976. David Wechsler volia mesurar la Intel·ligència i les aptituds del subjecte.
És una escala dissenyada per poder avaluar infants de 2 anys i 6 mesos a 3 anys i 11 mesos i de 4 a 7 anys i 7 mesos. Aquests dos grups se separen, ja que s'apliquen diferents proves, com per exemple un prova de dibuixos en el primer i una de comprensió verbal en el segon.
Consta de 15 proves en total: informació, semblances, vocabulari, comprensió, cubs, trencaclosques, matrius, conceptes, reconeixement, localització, recerca d'animals, cancel·lació, clau de figures, dibuixos i noms. Les respostes varien entre respostes lliures, dicotòmiques i de múltiple elecció
La suma de les puntuacions en les proves permet estimar una puntuació del QIT, els índexs primaris i índexs secundaris. Els primaris, que reflecteixen el funcionament intel·lectual en diferents Dominis de l'aptitud cognitiva, es fonamenten en resultat d'anàlisi factorial; els índexs secundaris, que reflecteixen altres aspectes de l'aptitud cognitiva, tenen una base teòrica i es poden utilitzar per complementar als primaris en àmbits clínics
Es respon de forma individual a paper i llapis, no permet resolucions de manera col·lectiva. De mitja, el primer grup d'edats necessita de 30 a 45 minuts i el segon grup de 45 a 60 minuts.
La seva àrea d'aplicació comprèn la psicologia clínica i educativa.

### WMS – Wechsler Memory Scale
L'Escala de Memòria de Wechsler (WMS, Wechsler Memory Scale), és un instrument dissenyat per avaluar els aspectes principals del funcionament de la memòria en persones adultes entre 16 i 89 anys. Avalua la memòria declarativa episòdica -capacitat de recuperar i emmagatzemar de forma conscient aspectes concrets d'informació referida a una situació context específic- i la memòria de treball. (1)
Consta de set subtest (2):
1. Subtest I – Informació Personal i Actual. Pregunta al pacient sobre la seva edat, data de naixement y la identificació d'esdeveniments públics actuals i recents, tan nacional com locals.
2. Subtest II – Orientació. Formula preguntes sobre temps i lloc, incloent la situació actual del pacient.
3. Subtest III – Control Mental. Estudia els automatismes -respostes automàtiques, com l'alfabet- i la realització d'una seqüència conceptual senzilla.
4. Subtest IV – Memòria Lògica. Estudia el record immediat d'idees verbals a partir de dos paràgrafs llegits al pacient.
5. Subtest V – Dígits. (Prova identica al WAIS)
6. Subtest VI – Reproducció visual. Estudia el record immediat d'idees visuals a partir d'imatges mostrades al pacient durant un temps determinat.

Actualment existeixen 5 versions, WSM (1945), WMS-R (1987), WMS-III (1997) i la més actual, WMS-IV (2008).

### WNV – Wechsler Nonverbal of Ability
Hi ha moltes proves que dificulten la seva realització a determinats col·lectius ja sigui perquè el subjecte té problemes d'audició, trastorns del llenguatge o simplement perquè desconeix la llengua amb la que s'està emprant la prova. Per això mateix, l'Escala no verbal d'aptitud intel·lectual de Wechsler es considera molt útil, ja que permet avaluar l'intel·lecte mitjançant tasques visuals i manipulaves, i totes elles no verbals.
La WNV està formada per sis proves i cada una d'elles avalua una capacitat.
1. Matrius. Els elements de la prova consten de dibuixos geomètrics senzills. La prova consta en escollir, entre diverses opcions, quin és el dibuix que completa la sèrie. Amb aquesta activitat es pretén avaluar la capacitat per processar la informació visual i el raonament perceptiu.
2. Trencaclosques. Es tracta de relacionar diferents peces de puzle per tal de completar la peça amb un temps límit. Mitjançant la prova avaluen la coordinació visomotora i la capacitat d'organització.
3. Memòria espacial. En aquesta prova l'examinador té uns cubs que mourà d'un en un per la taula i la persona que s'està avaluant els haurà de mourà seguint el mateix ordre. Després, es farà un segon intent però aquesta vegada el subjecte haurà de mourà les peces a l'ordre invers. Aquest exercici permet observar la memòria de treball.
4. Claus. La prova consisteix en completar uns dígits amb els símbols adequats. S'avalua la rapidesa i l'habilitat visiomotora.
5. Reconeixement. Es presenta una figura geomètrica, amb diferents colors, durant un temps límit. El subjecte ha d'identificar quina ha estat la figura que s'ha presentat entre les opcions que es donen. Aquesta tasca permet avaluar la memòria a curt termini.
6. Historietes. Aquesta prova tracta d'intentar organitzar una sèrie de targetes amb dibuixos per tal de donar sentit i construir una història. A partir de la realització d'aquesta es pot avaluar la percepció i integració visual dels elements presentats i l'organització espacial.

Les conclusions que s'expliquen en l'article “The Impact of Visual Perceptual Abilities on the Performance on the Wechsler Nonverbal Scale of Ability (WNV)” diuen que les proves realitzades en aquest test no són fiables alhora d'estimar la intel·ligència de les persones amb una baixa capacitat de percepció visual. Així doncs, en aquests casos els tests s'haurien de complementar amb subtests verbals.